# Щербаки (Башкортостан)
Щербаки́ (баш. Щербаки) — хутор в Кугарчинском районе Республики Башкортостан Российской Федерации. Входит в состав Побоищенского сельсовета. 

## География

### Географическое положение
Расстояние до:
- районного центра (Мраково): 48 км,
- центра сельсовета (Побоище): 7 км,
- ближайшей ж/д станции (Мелеуз): 115 км.

## Население
| 2002 | 2009 | 2010 |
| ---- | ---- | ---- |
| 26   | ↘17  | ↗18  |

### Национальный состав
Согласно переписи 2002 года, преобладающая национальность — русские (100 %).